# Ministerstwo Aktywów Państwowych
Ministerstwo Aktywów Państwowych (MAP) – polski urząd administracji rządowej obecnie obsługujący ministra właściwego do spraw dwóch działów administracji rządowej: aktywa państwowe oraz łączność. Ministerstwo powstało 15 listopada 2019 r. w wyniku przekształcenia Ministerstwa Energii, w kolejnych latach było kilkakrotnie reorganizowane. Odpowiednikiem kompetencyjnym urzędu przed 2017 r. było Ministerstwo Skarbu Państwa.

## Utworzenie ministerstwa i jego przekształcenia
Ministerstwo Aktywów Państwowych powstało 15 listopada 2019 r. w dniu powołania drugiego rządu Mateusza Morawieckiego. Szefem nowego urzędu został dotychczasowy Wiceprezes Rady Ministrów Jacek Sasin. Ministerstwo rozpoczęło pracę 19 listopada 2019 r., podstawą prawną jego utworzenia było wydane w tym dniu rozporządzenie Rady Ministrów, którym zmieniono rozporządzenie w sprawie utworzenia Ministerstwa Energii. Zakres działania ministra początkowo pozostawał bez zmian i obejmował kierowanie dwoma działami administracji rządowej: energia oraz gospodarka złożami kopalin.
Do przekształceń w ministerstwie doszło po wejściu w życie ustawy z 23 stycznia 2020 r. zmieniającej ustawę o działach administracji rządowej, na mocy której m.in. utworzony został nowy dział aktywa państwowe. Nowelizacja ta była więc w istocie powrotem do rozwiązań stosowanych przed 1 stycznia 2017 r., gdy w ramach administracji rządowej istniał dział Skarb Państwa, obejmujący sprawy o analogicznym charakterze. Stosownych zmian w zakresie działania ministrów i w strukturach obsługujących ich urzędów dokonano rozporządzeniami Prezesa Rady Ministrów i Rady Ministrów z 20 marca 2020 r., od tego czasu Minister Aktywów Państwowych kierował dwoma działami administracji państwowej: aktywa państwowe oraz gospodarka złożami kopalin, natomiast sprawy działu energia zostały przekazane do nowo utworzonego Ministerstwa Klimatu.
Kilka miesięcy później, na mocy rozporządzeń Prezesa Rady Ministrów z 8 października 2020 r. i rozporządzeń Rady Ministrów z 9 października 2020 r., dokonano kolejnych zmian, polegających na przekazaniu Ministrowi Aktywów Państwowych spraw działu łączność, które dotychczas należały do zakresu działania Ministra Infrastruktury.
Po utworzeniu trzeciego rządu Donalda Tuska 13 grudnia 2023 r. z zakresu działania Ministra Aktywów Państwowych wyłączono kierowanie działem gospodarka złożami kopalin, który przekazany został nowo powołanemu Ministrowi Przemysłu. Sprawy obsługi tego działu realizowane były przez komórki Ministerstwa Aktywów Państwowych do 1 marca 2024 r., tego dnia na mocy rozporządzenia Rady Ministrów z 20 lutego 2024 r. po wydzieleniu części struktur MAP utworzono Ministerstwo Przemysłu (z siedzibą w Katowicach w budynku dawnej Dyrekcji Kopalń Księcia Pszczyńskiego).

## Zakres zadań ministra
Zgodnie z zapisami ustawy o działach administracji rządowej do zakresu działania ministra właściwego w sprawach działów aktywa państwowe i łączność należą:
- sprawy gospodarowania mieniem państwowym, w tym wykonywania praw majątkowych i osobistych przysługujących Skarbowi Państwa, jak również ochrony interesów Skarbu Państwa (z wyjątkiem spraw, które na mocy przepisów odrębnych przypisane są innym działom),
- sprawy reprezentowania Skarbu Państwa w zakresie określonym w powyższym punkcie,
- sprawy inicjowania polityki państwa w zakresie wykorzystania mienia państwowego, w celu zapewnienia jego racjonalnego i efektywnego wykorzystania, zwiększenia jego wartości oraz realizacji polityki gospodarczej państwa,
- sprawy poczty.

## Kierownictwo
- Wojciech Balczun (bezpartyjny) – minister aktywów państwowych od 24 lipca 2025[20][21]
- Robert Kropiwnicki (PO) – sekretarz stanu od 13 grudnia 2023[21][22]
- Konrad Gołota (NL) – podsekretarz stanu od 3 lutego 2025[23]
- Przemysław Ciszak – dyrektor generalny[21]

## Struktura organizacyjna
W skład ministerstwa wchodzą Gabinet Polityczny Ministra oraz następujące komórki organizacyjne:
- Departament Analiz Ekonomicznych
- Departament Bezpieczeństwa i Zarządzania Kryzysowego
- Departament Budżetu i Finansów
- Departament Informatyzacji i Cyberbezpieczeństwa
- Departament Instrumentów Rozwojowych
- Departament Komunikacji
- Departament Kontroli i Audytu
- Departament Nadzoru I
- Departament Nadzoru II
- Departament Prawny
- Departament Projektów Strategicznych
- Departament Spółek Paliwowo-Energetycznych
- Departament Współpracy Międzynarodowej i Funduszy Europejskich
- Biuro Administracyjne
- Biuro Dyrektora Generalnego
- Biuro Ministra

## Wykaz nadzorowanych podmiotów z udziałem Skarbu Państwa
Zgodnie z przepisami ustawy z 16 grudnia 2016 r. o zasadach zarządzania mieniem państwowym minister właściwy do spraw aktywów państwowych wykonuje prawa z akcji albo z udziałów należących do Skarbu Państwa. Na jego wniosek Rada Ministrów może przekazać wykonywanie tych uprawnień Prezesowi Rady Ministrów, innemu członkowi Rady Ministrów, pełnomocnikowi Rządu lub państwowej osobie prawnej, w tym jednoosobowej spółce Skarbu Państwa.
Do podmiotów, w których Minister Aktywów Państwowych wykonuje prawa z akcji albo z udziałów, należą następujące spółki (stan na 9 października 2024 r.):
- Agencja Rozwoju Przemysłu S.A. z siedzibą w Warszawie
- Agencja Rozwoju Regionalnego ARLEG S.A. z siedzibą w Legnicy
- ARR GROUP Sp. z o.o. w likwidacji z siedzibą w Katowicach
- Beskidzki Hurt Towarowy S.A. z siedzibą w Bielsku-Białej
- BOSACKA DEVELOPMENT PARTNERS Sp. z o.o. w likwidacji z siedzibą w Katowicach
- Centrala Farmaceutyczna „CEFARM” S.A. z siedzibą w Warszawie
- Centrala Zbytu Węgla „Węglozbyt” S.A. z siedzibą w Katowicach
- Centralna Stacja Ratownictwa Górniczego S.A. z siedzibą w Bytomiu
- Centrum Badań i Dozoru Sp. z o.o. z siedzibą w Lędzinach
- Centrum Biurowe Plac Grunwaldzki Sp. z o.o. z siedzibą w Katowicach
- „Centrum Handlowe Wschód” S.A. z siedzibą w Warszawie
- Chłodnia „MORS-WOLA” Sp. z o.o. z siedzibą w Warszawie
- DALMOR S.A. z siedzibą w Gdyni
- Dolnośląskie Centrum Hurtu Rolno-Spożywczego S.A. z siedzibą we Wrocławiu
- Dom Hutników w Skierniewicach Sp. z o.o. z siedzibą w Skierniewicach
- DRAGMOR Sp. z o.o. z siedzibą w Karniowicach
- DTŚ S.A. z siedzibą w Katowicach
- EKO-SERWIS Sp. z o.o. z siedzibą w Krakowie
- ElectroMobility Poland S.A. z siedzibą w Warszawie
- Empathia Sp. z o.o. w likwidacji z siedzibą w Warszawie
- ENEA S.A. z siedzibą w Poznaniu
- „Energop” Sp. z o.o. z siedzibą w Sochaczewie
- Exatel S.A. z siedzibą w Warszawie
- Fabryka Elementów Złącznych S.A. z siedzibą w Siemianowicach Śląskich
- Fabryka Obrabiarek do Drewna Sp. z o.o. z siedzibą w Trzeciewcu
- Fabryka Żarówek „HELIOS” Sp. z o.o. z siedzibą w Katowicach
- Franchise Management Sp. z o.o. z siedzibą w Warszawie
- Giełda Papierów Wartościowych S.A. z siedzibą w Warszawie
- GLS TRAVEL Sp. z o.o. z siedzibą w Częstochowie
- Gremi Inwestycje S.A. z siedzibą w Karniowicach
- GRUPA AZOTY S.A. z siedzibą w Tarnowie
- Grupa Azoty Zakłady Azotowe „Puławy” S.A. z siedzibą w Puławach
- Grupa Azoty Zakłady Chemiczne „Police” S.A. z siedzibą w Policach
- GYM EXPERT Sp. z o.o. z siedzibą w Bielsku-Białej
- H. CEGIELSKI-POZNAŃ S.A. z siedzibą w Poznaniu
- Holding KW Sp. z o.o. z siedzibą w Katowicach
- Hotel Europejski w Warszawie Sp. z o.o. z siedzibą w Warszawie
- HUTA ŁABĘDY S.A. z siedzibą w Gliwicach
- Huta Stalowa Wola S.A. z siedzibą w Stalowej Woli
- HUTMAR S.A. z siedzibą w Częstochowie
- IMED Sp. z o.o. z siedzibą w Bielsku-Białej
- Instytut Automatyki Systemów Energetycznych Sp. z o.o. z siedzibą we Wrocławiu
- INWESTSTAR S.A. z siedzibą w Starachowicach
- IT-Tender Sp. z o.o. z siedzibą w Plewiskach
- Jastrzębska Spółka Węglowa S.A. z siedzibą w Jastrzębiu-Zdroju
- Jastrzębskie Zakłady Remontowe Sp. z o.o. z siedzibą w Jastrzębiu-Zdroju
- JSW KOKS S.A. z siedzibą w Zabrzu
- KGHM Polska Miedź S.A. z siedzibą w Lubinie
- Kopalnia Soli Bochnia Sp. z o.o. z siedzibą w Bochni
- Kopalnia Soli „Wieliczka” S.A. z siedzibą w Wieliczce
- Krajowa Grupa Spożywcza S.A. z siedzibą w Toruniu
- Krajowy Depozyt Papierów Wartościowych S.A. z siedzibą w Warszawie
- LOT Aircraft Maintenance Services Sp. z o.o. z siedzibą w Warszawie
- LOTOS PETROBALTIC S.A. z siedzibą w Gdańsku
- „Lubelski Rynek Hurtowy” S.A. z siedzibą w Elizówce
- Meprozet Kościan S.A. z siedzibą w Kościanie
- METRON-TERM Sp. z o.o. z siedzibą w Toruniu
- Nadwiślańska Spółka Mieszkaniowa Sp. z o.o. z siedzibą w Brzeszczach
- NINO Sp. z o.o. w likwidacji z siedzibą we Wrocławiu
- ORLEN S.A. z siedzibą w Płocku
- Ośrodek Badawczo-Rozwojowy Przemysłu Oponiarskiego „STOMIL” Sp. z o.o. z siedzibą w Poznaniu
- PGE Polska Grupa Energetyczna S.A. z siedzibą w Lublinie
- „Piastowskie Zakłady Przemysłu Gumowego STOMIL” Sp. z o.o. z siedzibą w Piastowie
- PL.2012+ Sp. z o.o. z siedzibą w Warszawie
- „POCZTA POLSKA S.A.” z siedzibą w Warszawie
- Podkarpackie Centrum Hurtowe AGROHURT S.A. z siedzibą w Rzeszowie
- Podlaskie Centrum Rolno-Towarowe S.A. z siedzibą w Białymstoku
- Polanex Sp. z o.o. z siedzibą w Gnieźnie
- POLCARGO GROUP Sp. z o.o. z siedzibą w Medyce
- Polska Grupa Górnicza S.A. z siedzibą w Katowicach
- Polska Grupa Lotnicza S.A. z siedzibą w Warszawie
- Polska Grupa Zbrojeniowa S.A. z siedzibą w Radomiu
- Polski Fundusz Rozwoju S.A. z siedzibą w Warszawie
- Polski Holding Hotelowy Sp. z o.o. z siedzibą w Warszawie
- Polski Holding Nieruchomości S.A. z siedzibą w Warszawie
- Polski Holding Obronny Sp. z o.o. z siedzibą w Warszawie
- Polskie Centrum Badań i Certyfikacji S.A. z siedzibą w Warszawie
- Polskie Linie Lotnicze „LOT” S.A. z siedzibą w Warszawie
- Południowy Koncern Węglowy S.A. z siedzibą w Jaworznie
- Pomorskie Hurtowe Centrum Rolno-Spożywcze S.A. z siedzibą w Gdańsku
- Powszechna Kasa Oszczędności Bank Polski S.A. z siedzibą w Warszawie
- Powszechny Zakład Ubezpieczeń S.A. z siedzibą w Warszawie
- Przedsiębiorstwo Budownictwa Przemysłowego „CHEMOBUDOWA-KRAKÓW” S.A. z siedzibą w Krakowie
- Przedsiębiorstwo Budowy Tras Komunikacyjnych „TRAKT” w Szczecinie Sp. z o.o. z siedzibą w Szczecinie
- Przedsiębiorstwo Przemysłu Ziemniaczanego Trzemeszno Sp. z o.o. z siedzibą w Trzemesznie
- Przedsiębiorstwo Usług Hotelarskich PUH Sp. z o.o. z siedzibą w Łodzi
- Przemysłowy Instytut Maszyn Budowlanych Sp. z o.o. z siedzibą w Kobyłce
- PSK Rzeszów Sp. z o.o. w likwidacji z siedzibą w Katowicach
- Regionalny Fundusz Gospodarczy S.A. z siedzibą w Częstochowie
- Rolno-Przemysłowy Rynek Hurtowy „GIEŁDA HURTOWA” S.A. z siedzibą w Legnicy
- „Rolno-Spożywczy Rynek Hurtowy” S.A. z siedzibą w Radomiu
- Rolno-Spożywczy Rynek Hurtowy „Giełda Elbląska” S.A. z siedzibą w Elblągu
- Siarkopol Tarnobrzeg Sp. z o.o. z siedzibą w Tarnobrzegu
- SKLEJKA ORZECHOWO S.A. z siedzibą w Orzechowie
- „SPOMASZ” Bełżyce S.A. z siedzibą w Bełżycach
- Spółka Restrukturyzacji Kopalń S.A. z siedzibą w Bytomiu
- Stomil-Poznań S.A. z siedzibą w Poznaniu
- SZAR S.A. z siedzibą w Częstochowie
- Szkoła Bankowa Stalowa Wola-Rzeszów International School of Banking and Finance Sp. z o.o. z siedzibą w Sandomierzu
- Śląsko-Dąbrowska Spółka Mieszkaniowa Sp. z o.o. z siedzibą w Katowicach
- Tarchomińskie Zakłady Farmaceutyczne „Polfa” S.A. z siedzibą w Warszawie
- TAURON Polska Energia S.A. z siedzibą w Katowicach
- „TEXTILIMPEX” Sp. z o.o. z siedzibą w Łodzi
- Totalizator Sportowy Sp. z o.o. z siedzibą w Warszawie
- Towarzystwo Finansowe „Silesia” Sp. z o.o. z siedzibą w Katowicach
- „Uzdrowisko Krynica-Żegiestów” S.A. z siedzibą w Krynicy-Zdroju
- „Uzdrowisko Rabka” S.A. z siedzibą w Rabce-Zdroju
- Ventiquattro Sp. z o.o. z siedzibą w Warszawie
- Ventire Sp. z o.o. z siedzibą w Warszawie
- Walcownia Metali Nieżelaznych „ŁABĘDY” S.A. z siedzibą w Gliwicach
- Wałbrzyski Rynek Hurtowy S.A. z siedzibą w Wałbrzychu
- Wałbrzyskie Zakłady Koksownicze „Victoria” S.A. z siedzibą w Wałbrzychu
- Warszawski Holding Nieruchomości S.A. z siedzibą w Warszawie
- Warszawski Rolno-Spożywczy Rynek Hurtowy S.A. z siedzibą w Broniszach
- Warszawskie Zakłady Sprzętu Ortopedycznego S.A. z siedzibą w Warszawie
- WĘGLOKOKS S.A. z siedzibą w Katowicach
- Węglokoks Kraj S.A. z siedzibą w Piekarach Śląskich
- Wielkopolska Gildia Rolno-Ogrodnicza S.A. z siedzibą w Poznaniu
- WM SYSTEMS Sp. z o.o. z siedzibą w Katowicach
- Wojewódzkie Przedsiębiorstwo Robót Drogowych S.A. z siedzibą w Katowicach
- Wojskowe Przedsiębiorstwo Handlowe Sp. z o.o. z siedzibą w Warszawie
- Wytwórnia Surowic i Szczepionek BIOMED Sp. z o.o. z siedzibą w Warszawie
- „Zakład Budowy Naczep” Sp. z o.o. w upadłości z siedzibą w Trzeciewcu
- Zakłady Artykułów Technicznych „ARTECH” Sp. z o.o. z siedzibą w Łodzi
- Zakłady Ceramiczne „BOLESŁAWIEC” w Bolesławcu Sp. z o.o. z siedzibą w Bolesławcu
- Zakłady Chemiczne „NITRO-CHEM” S.A. z siedzibą w Bydgoszczy
- Zakłady Chemiczne „RUDNIKI” S.A. z siedzibą w Rudnikach
- Zarządca Rozliczeń S.A. z siedzibą w Warszawie
- Zespół Elektrowni Wodnych Niedzica S.A. z siedzibą w Niedzicy
- „Zielonogórski Rynek Rolno-Towarowy” S.A. z siedzibą w Zielonej Górze

Ponadto na mocy rozporządzenia Rady Ministrów z 21 listopada 2022 r. prawa z akcji albo z udziałów należących do Skarbu Państwa oprócz Ministra Aktywów Państwowych obecnie wykonują:
- minister właściwy do spraw finansów publicznych (w 1 spółce)
- minister właściwy do spraw gospodarki (w 14 spółkach)
- minister właściwy do spraw gospodarki morskiej (w 17 spółkach)
- minister właściwy do spraw gospodarki wodnej (w 3 spółkach)
- minister właściwy do spraw instytucji finansowych (w 1 spółce)
- minister właściwy do spraw kultury i ochrony dziedzictwa narodowego (w 22 spółkach)
- minister właściwy do spraw transportu (w 3 spółkach)
- minister właściwy do spraw wewnętrznych (w 1 spółce)
- minister właściwy do spraw zdrowia (w 1 spółce)
- Pełnomocnik Rządu do spraw Centralnego Portu Komunikacyjnego (w 1 spółce)
- Pełnomocnik Rządu do spraw Strategicznej Infrastruktury Energetycznej (w 5 spółkach)
- Krajowy Ośrodek Wsparcia Rolnictwa (w 2 spółkach)
- Agencja Rozwoju Przemysłu S.A. z siedzibą w Warszawie (w 79 spółkach)
- Polskie Koleje Państwowe S.A. z siedzibą w Warszawie (w 7 spółkach)
- Towarzystwo Finansowe „Silesia” Sp. z o.o. z siedzibą w Katowicach (w 11 spółkach)